# Graaf van Orford
Graaf van Orford (Engels: Earl of Orford) is een Britse adellijke titel, genoemd naar Orford in Suffolk.
De titel werd voor het eerst gecreëerd in 1697 door Willem III voor Edward Russel, voormalig marine-officier en een van de Onsterfelijke Zeven. Na zijn kinderloos overlijden stierf de titel uit in 1727.
In 1742 werd de titel opnieuw gecreëerd voor Robert Walpole, de facto de eerste minister-president van Groot-Brittannië. Zijn oudste zoon, ook Robert geheten, was in 1723 beleend met de titel baron Walpole, of Walpole. Na de dood van zijn broer, Horace, stierf de grafelijke titel uit, terwijl de baroniale overging op zijn neef, Horatio Walpole. Diens vader was in 1756 beleend met de titel baron Walpole, of Wolterton en zodoende werd hij 2e en 4e baron Walpole. In 1806 werd bovendien de titel graaf van Orford opnieuw voor hem in het leven geroepen.
Met het overlijden van de 5e graaf in 1931 stierf de grafelijke titel opnieuw uit. De baronieën van Walpole werden geërfd door een nakomeling van de broer van de 1e graaf van de creatie van 1806.

## Graaf van Orford, eerste creatie (1697)
- 1697 – 1727: Edward Russell (1652 – 1727), 1e graaf van Orford

## Graaf van Orford, tweede creatie (1742)
- 1742 – 1745: Robert Walpole (1676 – 1745), 1e graaf van Orford
- 1745 – 1751: Robert Walpole (1701 – 1751), 1e baron Walpole, of Walpole (1723), 2e graaf van Orford
- 1751 – 1791: George Walpole (1730 – 1791), 3e graaf van Orford etc
- 1791 – 1797: Horatio Walpole (1717 – 1797), 4e graaf van Orford etc

## Graaf van Orford (1806)
- 1806 – 1809: Horatio Walpole (1723 – 1809), 2e baron Walpole, of Wolterton (1757), 1e graaf van Orford, 4e baron Walpole, of Walpole
- 1809 – 1822: Horatio Walpole (1752 – 1822), 2e graaf van Orford etc
- 1822 – 1858: Horatio Walpole (1783 – 1858), 3e graaf van Orford etc
- 1858 – 1894: Horatio Walpole (1813 – 1894), 4e graaf van Orford etc
- 1894 – 1931: Robert Horace Walpole, (1854 – 1931), 5e graaf van Orford etc